# Túnel del Éufrates
El túnel del Éufrates fue un túnel de 929 metros de longitud (0.577 millas) ordenado excavar por la reina Semíramis bajo el río Éufrates para conectar ambas orillas de la ciudad de Babilonia, en la antigua Mesopotamia.
Según los estudios arqueológicos, la infraestructura habría sido construida entre el 2180 a. C. y el 2160 a. C.
No se conoce la existencia de ningún otro paso subacuático peatonal hasta 1824, cuando Marc Isambard Brunel construyó el túnel del Támesis bajo el río homónimo

## Características
Las obras se iniciaron con la construcción de una presa provisional bajo el río Éufrates mediante la técnica del  "falso túnel".
El túnel tenía 15 pies de altura y 25 pies de ancho. Por ello, los investigadores opinan que habría sido utilizado por peatones y carros tirados por caballos, y que conectaba el templo mayor con el palacio real, ubicados en las riberas opuestas del río. Su descripción indica que fue revestido con ladrillos e impermeabilizado con betún.

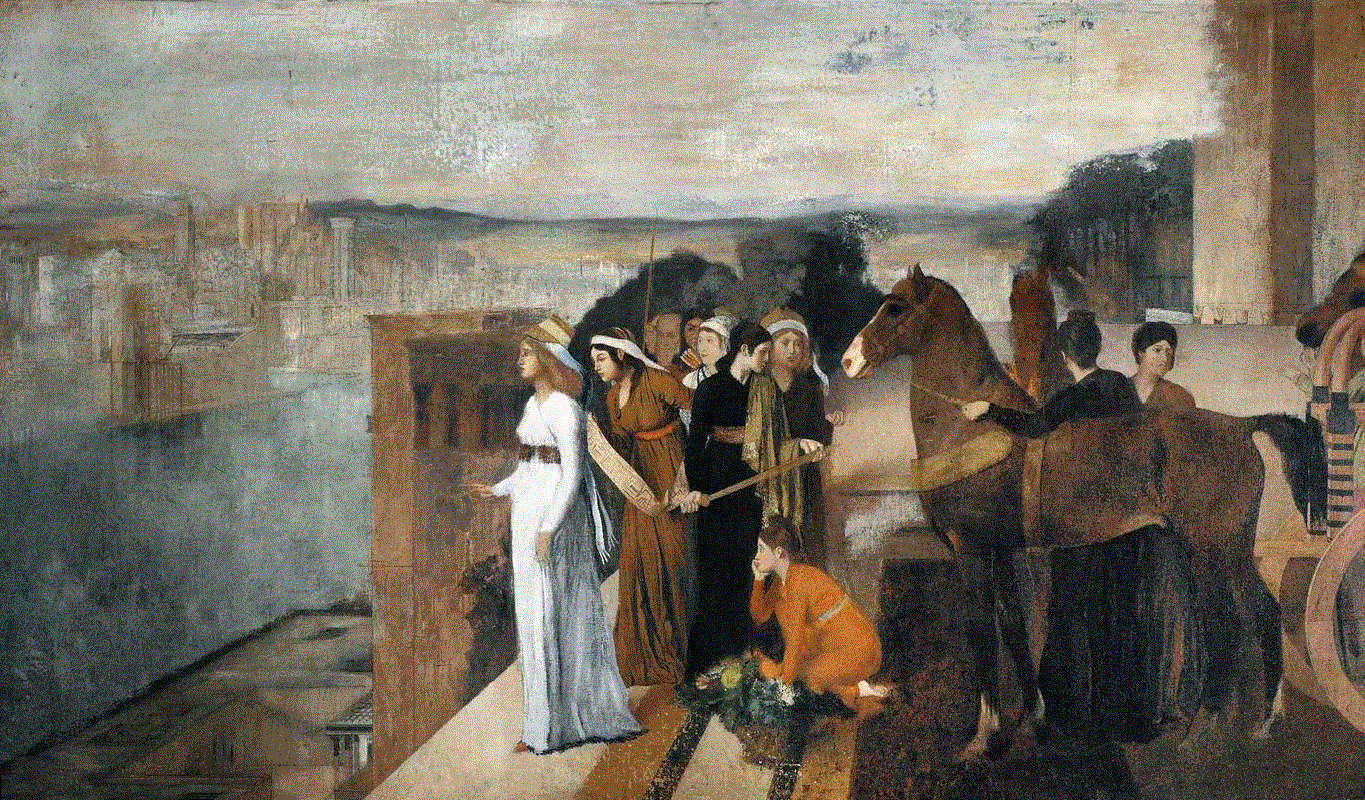
Edgar Degas, Semíramis construye Babilonia (Museo de Orsay, París).

## Descripción
El túnel, ordenado construir y utilizado por la reina Semíramis, fue descrito por Diodoro Sículo en el año 50 a. C. en su Bibliotheca historica:

«Tras todos estos (trabajos) en una depresión de Babilonia, (Semíramis) hizo excavar un lugar para un estanque, cuadrangular, de trescientos estadios de longitud por cada lado, revestido con ladrillos y cementado con azufre, con un total de cinco pies y medio de profundidad. De este modo, tras haber ordenado desviar el río, hizo construir un pasaje con la forma de una bóveda, desde un palacio al otro, cuyos arcos fueron construidos con ladrillos firmes y fuertes, recubriendo ambas caras con betún, con un espesor de cuatro codos. Los muros de esta bóveda tenían un espesor de una veintena de ladrillos y de doce pies de altura, por encima y a los lados de los arcos; y quince pies de ancho. Cuando esta parte del trabajo fue finalizada tras doscientos sesenta días, el río fue reorientado a su viejo cauce para que fluyera por encima de toda la obra, de modo que Semíramis pudiese ir de un palacio al otro sin tener que pasar por encima del río. Asimismo ordenó construir dos puertas de bronce en los dos extremos de la bóveda, que permanecieron hasta tiempos del Imperio persa».
Diodoro Sículo, Bibliotheca Historica, Libro II,1

También Lucio Flavio Filóstrato describió en el año 250 la construcción del túnel en la Vida de Apolonio de Tiana:

«Y (Babilonia) está dividida en dos por el río Éufrates. Y bajo el río pasa un puente extraordinario que, a través de un pasaje invisible, une los palacios situados a ambas orillas. Por ello se dice que una mujer, Medea, que era anteriormente la reina de aquellos lugares, atravesó por debajo el río, de un modo en el cual ningún río ha sido atravesado nunca. Por ello se dice que recogió piedras, bronce y asfalto y todo lo necesario para que los hombres realizaran el ensamblaje bajo el agua, y acumuló estos materiales a lo largo de las orillas del río. Después desvió la corriente de agua hacia los lagos, y cuando el río se secó, excavó una profundidad de dos brazas realizando un túnel hueco, que desembocaba en los palacios de ambas riberas como una gruta subterránea; y cuando las bases fueron estables y también las paredes del túnel, lo cubrió con un techo a nivel del lecho del río. Pero como era necesaria el agua para que el alquitrán se volviese duro como una piedra, el Éufrates fue liberado para que fluyera sobre el techo aún fresco, haciendo que la unión se solidificara».
Lucio Flavio Filóstrato, Vida de Apolonio de Tiana, libro I, 25